# 耶律宗业
耶律胡都古，汉名耶律宗业，为契丹（遼朝）皇族，辽景宗的孙子，遼圣宗的弟弟耶律隆祐的兒子。
开泰三年（1014年）六月甲申，遼圣宗封皇侄耶律胡都古为广平郡王。开泰八年（1019年）十二月乙巳，以广平郡王耶律宗业为中京留守、大定尹，韩制心为惕隐。太平四年（1024年）六月庚辰，以平州辽兴军节度使周王胡都古为锦州临海军节度使，漆水郡王敌烈南院大王。